# (10318) Sumaura
(10318) Sumaura (1990 TX) – planetoida z pasa głównego asteroid okrążająca Słońce w ciągu 3,58 lat w średniej odległości 2,34 j.a. Odkryta 15 października 1990 roku.